# Fane
En fane er en type flag, som almindeligvis bæres på en fanestang. Faner har oprindelig rent militær anvendelse, men benyttes i mange sammenhænge og af mange forskellige organisationer, og har derfor mange forskellige udformninger.
En standart er en fane, som benyttes af kavaleriet – en rytterfane. På standarten er flagdugen kun cirka en tredjedel så stor som på en fane, fordi standarten skal være let at føre til hest.